# Estadio Monumental Virgen de Chapi
Pour les articles homonymes, voir Stade Monumental.
Le stade Monumental Virgen de Chapi (ou stade Monumental de la UNSA) est le stade de football principal de la ville péruvienne d'Arequipa. Il fut inauguré en 1995. 
Propriété de l'Universidad Nacional de San Agustín, le stade est le lieu de résidence des matchs à domicile du FBC Melgar et Club IDUNSA. Il a une capacité maximum de 40 370 places assises.

## Histoire
Il est inauguré le 30 juillet 1995 à l'occasion d'un match amical opposant le FBC Melgar à l'Alianza Lima (1-1).

## Événements
- Jeux bolivariens 1997
- Finale de la Copa Perú 2002
- Finale de la Copa Sudamericana 2003
- Copa América 2004
- Championnat des moins de 20 ans de la CONMEBOL 2011